# بيدرو باكيرو
بيدرو خيسوس لوبيز باكيرو (بالإسبانية: Pedro Baquero)‏ (ولد في 2 أكتوبر 1980 في هويلفا، الأندلس) هو لاعب كرة قدم محترف إسباني، يلعب في مركز قلب الدفاع.

## وصلات خارجية
- بيدرو باكيرو على موقع قاعدة بيانات كرة القدم.إي يو (الإنجليزية)
- بيدرو باكيرو على موقع Soccerway.com (الإنجليزية)
- بيدرو باكيرو على موقع كووورة

- BDFutbol profile
- Futbolme profile (بالإسبانية)